# Ложечников, Андрей Александрович
Андрей Александрович Ложечников (1907—1974) — советский лётчик штурмовой авиации, участник Великой Отечественной войны, Герой Советского Союза (1941). Полковник (6.10.1942).

## Биография
Родился 13 декабря 1907 года в Брянске. С начала 1920-х годов жил в Ленинграде, окончил семь классов школы.
В октябре 1926 года был призван на службу в Рабоче-крестьянскую Красную Армию. В 1927 году окончил Военно-теоретическую школу ВВС РККА в Ленинграде, в 1929 году — 1-ю военную школу лётчиков имени А. Ф. Мясникова. С июня 1929 года служил в 5-й авиационной бригаде ВВС Белорусского военного округа (Гомель): младший лётчик, старший лётчик, с октября 1931 — командир звена. С июня 1933 года — командир учебного авиаотряда в 11-й военной школе военных пилотов (Луганск). С марта 1934 года командовал отрядом 14-й легкоштурмовой авиационной эскадрильи ВВС Украинского военного округа (Киев). В 1935 году окончил курсы усовершенствования начальствующего состава при Военно-воздушной академии РККА имени проф. Н. Е. Жуковского.
С мая 1938 года командовал эскадрильей в 7-м легкоштурмовом авиационном полку 51-й авиационной бригады ВВС Киевского военного округа. В сентябре 1939 года участвовал в Походе РККА в Западную Украину. С февраля по март 1940 года участвовал в боях советско-финской войны. В апреле 1940 года был назначен помощником командира 62-го штурмового авиационного полка (Стрый, Львовская область).
С июня 1941 года участвовал в Великой Отечественной войне, сражаясь с 62 шап на Юго-Западном фронте. С августа 1941 года командовал 237-м штурмовым авиаполком 60-й авиадивизии Брянского фронта. В августе-сентябре 1941 года лётчики его полка совершили 248 боевых вылетов, нанеся противнику большие потери в боевой технике и живой силе. Ложечников лично сбил 1 вражеский самолёт. 2 сентября 1941 года он участвовал в штурмовке немецкого аэродрома, в результате которой на земле было сожжено около 20 самолётов.
Указом Президиума Верховного Совета СССР от 11 сентября 1941 года за «умелое командование авиационным полком, образцовое выполнение боевых заданий командования на фронте борьбы с немецкими захватчиками и проявленные при этом мужество и героизм» майор Андрей Ложечников был удостоен высокого звания Героя Советского Союза с вручением ордена Ленина (№ 7302) и медали «Золотая Звезда» (№ 448).

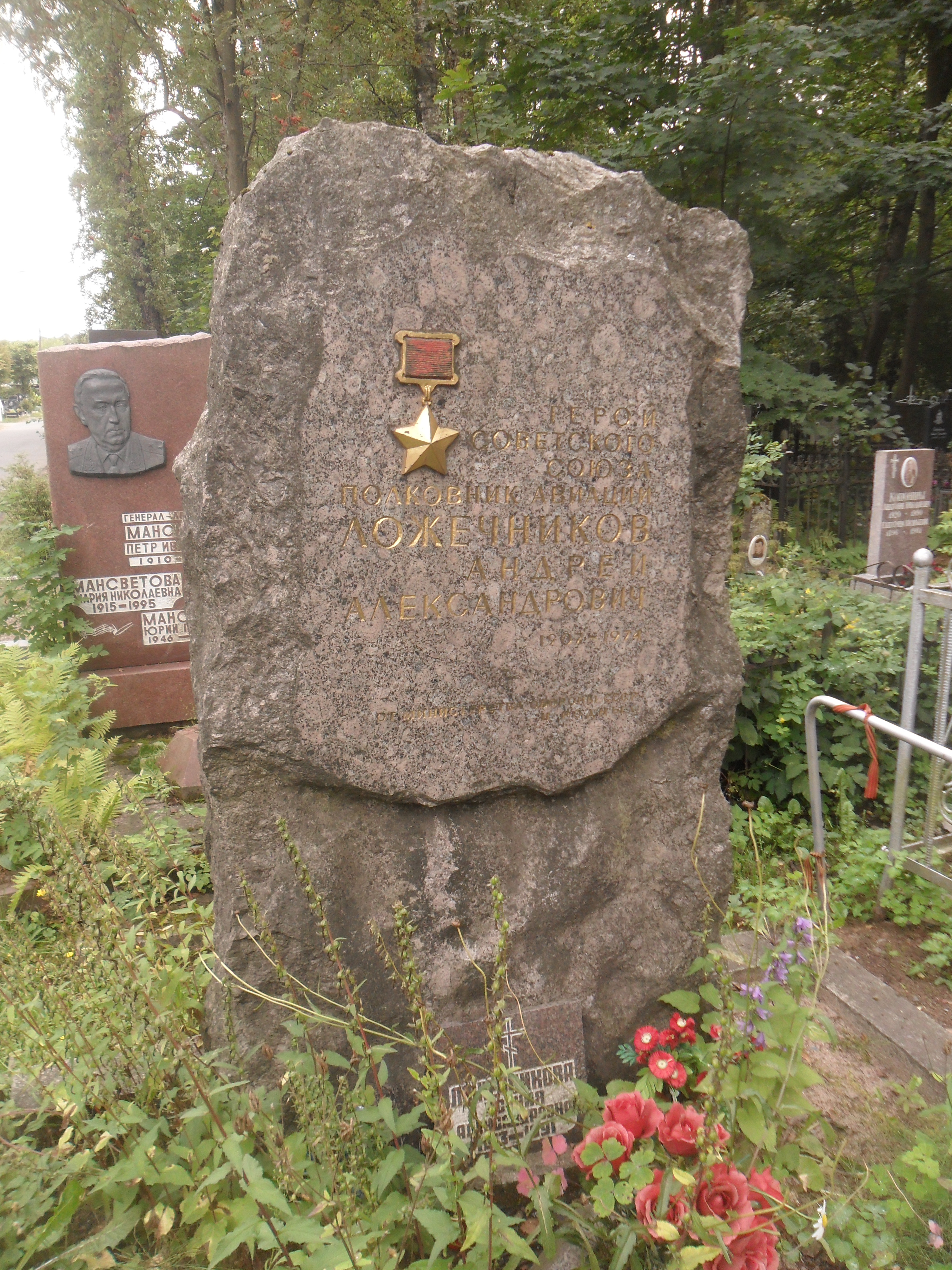
Могила А. А. Ложечникова на Богословском кладбище Санкт-Петербурга.

С конца сентября 1941 года находился в 1-й запасной авиационной бригаде (Воронеж), в ноябре 1941 года назначен командиром 11-й смешанной авиационной дивизии на Юго-Западном и Брянском фронтах. С февраля 1942 года — заместитель командующего ВВС 13-й армии Брянского фронта. С мая 1942 года подполковник А. А. Ложечников командовал 227-й штурмовой авиационной дивизией. Дивизия воевала в составе 2-й воздушной армии, участвовала в Воронежско-Ворошиловградской оборонительной операции, в Сталинградской битве, в Среднедонской, Житомирско-Бердичевской, Корсунь-Шевченковской, Ровно-Луцкой и Проскуровско-Черновицкой наступательных операциях.
Отважный командир, А. А. Ложечников допускал нарушения воинской дисциплины, за одно из которых в апреле 1944 года снят с должности командира дивизии. В июне 1944 года назначен командиром 189-й штурмовой авиационной дивизии 17-й воздушной армии на 3-м Украинском фронте. Дивизия хорошо проявила себя в Ясско-Кишиневской и Бухарестско-Арадской наступательных операциях, ей было присвоено почётное наименование «Нижнеднепровская». Однако в октябре 1944 года вновь был снят и должности командира дивизии и назначен с понижением командиром 839-го штурмового авиационного полка 7-й воздушной армии Карельского фронта. С декабря 1944 года — инструктор-лётчик по технике пилотирования отдела боевой подготовки 4-й воздушной армии на 2-м Белорусском фронте. С марта 1945 года находился в госпитале по болезни. Всего за время войны лично выполнил 101 боевой вылет.
В августе 1945 года полковник А. А. Ложечников был уволен в запас. Проживал в Ленинграде. Работал помощником директора по административно-хозяйственной части НИИ токов высокой частоты, затем помощником директора по общим вопросам Всесоюзного НИИ Министерства химической промышленности СССР.
Умер 27 октября 1974 года, похоронен на Богословском кладбище Санкт-Петербурга (Братская дорожка, южная сторона).

## Награды

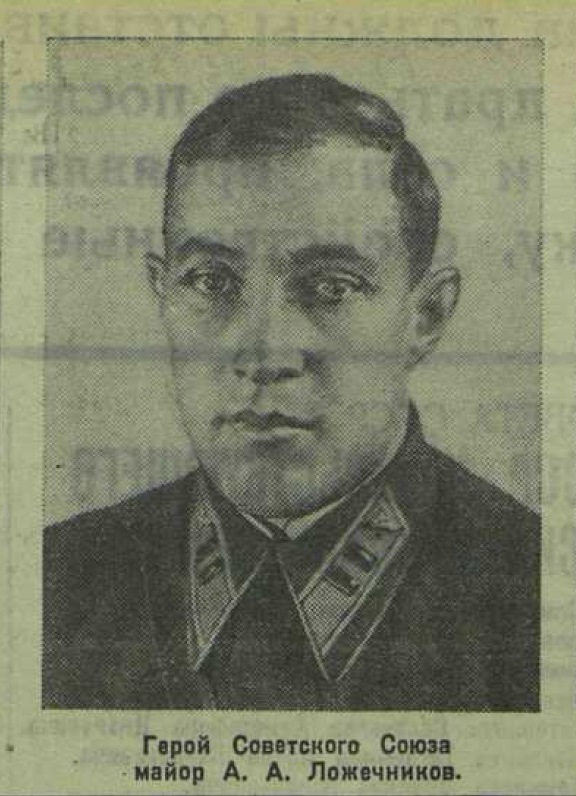
Герой Советского Союза А. А. Ложечников,
12 сентября 1941 г.

- медаль «Золотая Звезда» Героя Советского Союза (11.09.1941);
- орден Ленина (11.09.1941);
- два ордена Красного Знамени (1940, 18.05.1943);
- орден Кутузова II степени (10.01.1944);
- орден Красной звезды (03.11.1944)[2];
- медали в том числе:
- Медаль «За оборону Москвы» (вручена 02.08.1944);
- Медаль «За оборону Сталинграда»;
- Медаль «За победу над Германией в Великой Отечественной войне 1941—1945 гг.» (вручена 30.08.1945);
- другие медали.